# Gisy-les-Nobles
Gisy-les-Nobles is een gemeente in het Franse departement Yonne (regio Bourgogne-Franche-Comté) en telt 498 inwoners (1999). De plaats maakt deel uit van het arrondissement Sens.

## Geografie
De oppervlakte van Gisy-les-Nobles bedraagt 11,0 km², de bevolkingsdichtheid is 45,3 inwoners per km².
De onderstaande kaart toont de ligging van Gisy-les-Nobles met de belangrijkste infrastructuur en aangrenzende gemeenten.

## Demografie
Onderstaande figuur toont het verloop van het inwonertal (bron: INSEE-tellingen).